# St. Bonifatius (Wundersleben)

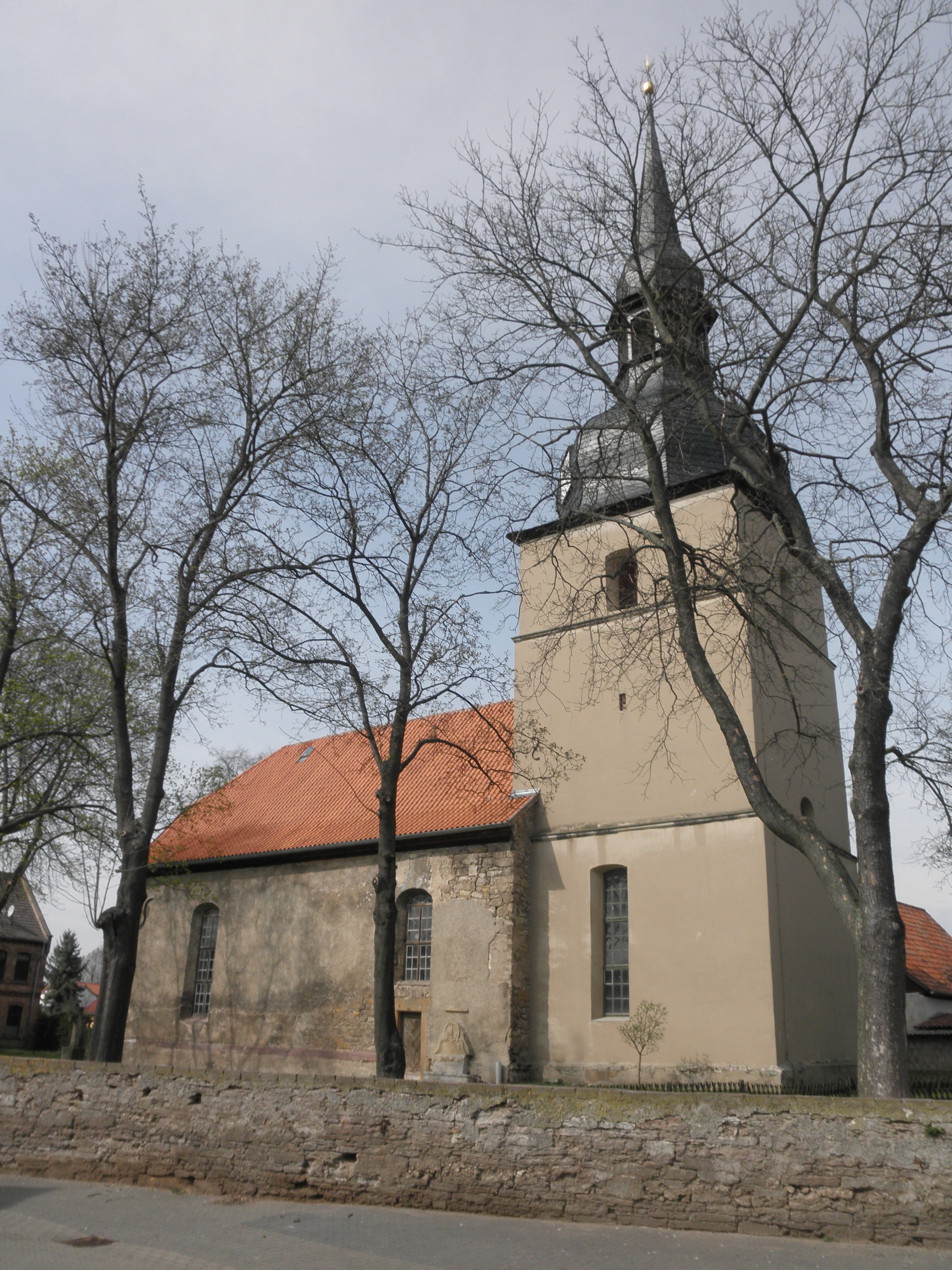
St. Bonifatius

Die evangelisch-lutherische denkmalgeschützte Kirche St. Bonifatius steht in Wundersleben, einer Gemeinde im Landkreis Sömmerda in Thüringen. St. Bonifatius gehört zur Kirchengemeinde RG Sömmerda des Pfarrbereichs Sömmerda im Kirchenkreis Eisleben-Sömmerda der Evangelischen Kirche in Mitteldeutschland.

## Beschreibung
Die schmucklose verputzte Saalkirche mit dem eingezogenen Chorturm wurde 1706 erbaut. Der dreigeschossige Kirchturm ist mit einer Haube bedeckt, auf der eine Laterne sitzt. Das Kirchenschiff ist mit einem Krüppelwalmdach bedeckt. Eine 1720 außen angebaute Treppe zu den Emporen ist nicht mehr vorhanden. 
Der Innenraum ist volkstümlich bemalt. An den Brüstungen der dreiseitigen zweigeschossigen Empore befinden sich neutestamentliche Szenen und Zitate aus der Bibel. An dem abgeflachten, mit Wolken und Engelsköpfchen geschmückten hölzernen Tonnengewölbe des Kirchenschiffes sind drei hochrechteckige Gemälde mit biblischen Gleichnissen der Kirchenmusik. Auf dem oberen Geschoss der Emporen, beidseits der Orgel sind Räume mit Bandelwerk bemalt. Im Osten sind Logen und Stände. Das Kirchengestühl ist bauzeitlich. Der Kanzelaltar von 1720 hat eine von Palmen getragenen Baldachin mit obeliskförmigem Aufsatz, in den die Kanzel eingesetzt ist. Am Aufsatz befinden sich die Figuren von Moses und Aaron, Engeln und Putten. Der Taufengel ist barock. 
Die Orgel mit 15 Registern, verteilt auf zwei Manuale und das Pedal, wurde 1892 von Karl Hickmann & Sohn gebaut.